# 테네리쿠테스
테네리쿠테스(Tenericutes)는 몰리쿠테스강 (Mollicutes)을 포함하고 있는 세균 문의 하나이다. 이 명칭은 새로운 생물 문의 하나로써 1984년에 인증되었다.